# مقیاس در نقشه
مقیاس در نقشه عبارت است از نسبت طول اندازه‌گیری شده روی نقشه به طول افقی مشابه روی زمین یا به عبارت دیگر مقیاس عبارت است از نسبت طول ab روی نقشه به طول AB افقی روی زمین. 

## کاربرد مقیاس
برای ثبت در نقشه‌کشی الکترونیک و ثبت قطعات کوچک معمولاً نقشه به اندازه واقعی یا ۱:۱ ترسیم می‌شود، و در صنعت مکانیک نقشه معمولاً بزرگتر از اندازه واقعی ترسیم می‌شود (مثلاً ۱۰ برابر بزرگتر) که در این صورت مقیاس نقشه ۱۰:۱ خواهد بود. در نقشه‌های ساختمانی اکثرا مقیاس نقشه عددی است کسری که صورت آن یک و مخرج آن عددی صحیح است که نقشه به نسبت آن کوچک شده‌است.

## روش‌های استفاده از مقیاس در نقشه
- مقیاس ساده:

که به صورت کلی آن {\displaystyle 1 \over 1000} می‌باشد و در کشورهایی که دارای سیستم متریک هستند مورد استفاده است و معین‌کننده این است که 1mm روی نقشه مساوی ۱ متر روی زمین می‌باشد. مثلاً {\displaystyle 1 \over 25000} یعنی 1mm روی نقشه مطابق ۲۵ متر روی زمین است.
- مقیاس مرکب:

در کشورهایی که سیستم غیر متریک دارند مانند آمریکا و انگلیس از این مقیاس استفاده می‌کنند مثلاً {\displaystyle 2in \over 5Mi} یعنی ۲ اینچ روی نقشه مطابق ۵ مایل روی زمین می‌باشد.
- مقیاس خطی:

عبارت است از خطی که به تقسیمات مساوی افراز شده و هر قسمت آن طول معینی از نقشه را در روی نقشه نشان می‌دهد. از مزایای مقیاس خطی این است که اگر نقشه در اثر عوامل جوی تغییر بعد داد مقیاس خطی هم تغییر بعد می‌دهد و اندازه‌گیری با این مقیاس روی نقشه با مقدار افقی آن در زمین مطابقت می‌نماید.

## انواع نقشه از نظر مقیاس
برای کاربردهای محاسباتی و استفاده آسان از نقشه، آن‌ها را از نظر مقیاس به طریقه زیر دسته‌بندی می‌نمایند:
- نقشه‌های بزرگ  مقیاس که مقیاس آن‌ها {\displaystyle 1 \over 500} و {\displaystyle 1 \over 100} است و معمولاً آن‌ها را پلان می‌گویند.
- نقشه‌های متوسط مقیاس که مقیاس آن‌ها {\displaystyle 1 \over 10000} و {\displaystyle 1 \over 500} است که نقشه‌های مهندسی و اجرایی را شامل می‌شود.
- نقشه‌های کوچک مقیاس که مقیاس آن‌ها بین {\displaystyle 1 \over 50000} و {\displaystyle 1 \over 10000} است.
- نقشه‌های خیلی کوچک مقیاس که مقیاس آن‌ها از {\displaystyle 1 \over 50000} به بالا می‌باشد که معمولاً به آن‌ها اطلس یا نقشه جغرافیایی می‌گویند.

## مقیاس‌های متداول

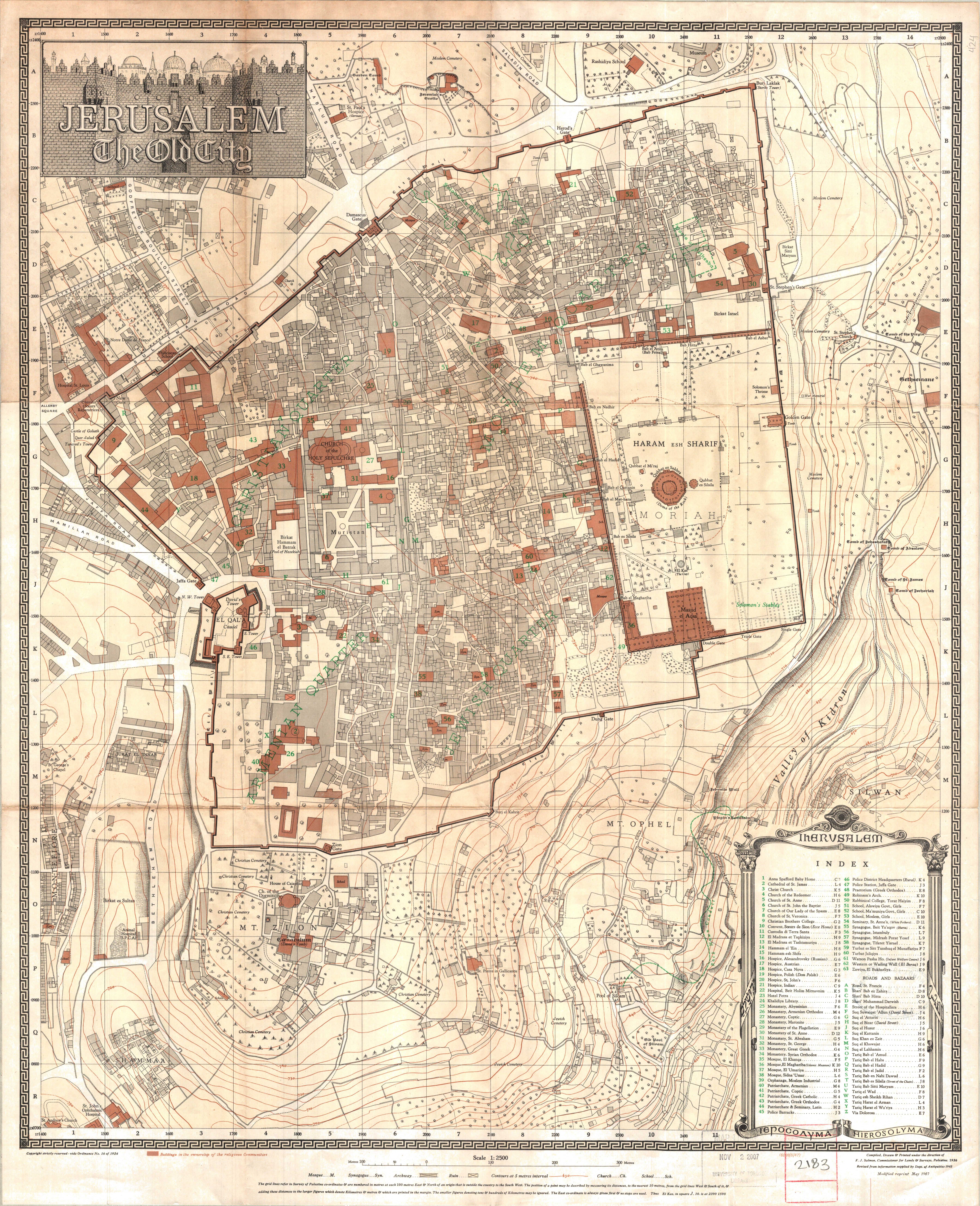
نقشه‌ای منتشرشده به‌تاریخ مه ۱۹۴۷ میلادی، از شهر قدیم اورشلیم و اماکن پیرامون حرم شریف و دیوار نُدبه. این نقشه توسط بررسی فلسطین (en) که یک ادارهٔ دولتی مرتبط با قیمومت بریتانیا بر فلسطین بود، در مقیاس ۱:۲۵۰۰ رسم شد.

### مکانیک
- ۱:۱
- ۱:۲٫۵
- l:5
- ۱:۱۰
- ۱:۲۵

### معماری
- ۱:۱۰
- ۱:۲۵
- ۱:۵۰
- ۱:۱۰۰
- ۱:۱۵۰
- ۱:۲۰۰
- ۱:۲۵۰
- ۱:۵۰۰
- ۱:۱۰۰۰

### شهرسازی
- ۱:۵۰۰
- ۱:۱۰۰۰
- ۱:۲۰۰۰
- ۱:۵۰۰۰
- ۱:۲۵۰۰۰
- ۱:۵۰۰۰۰
- ۱:۲۵۰۰۰۰

### زمین‌شناسی
- ۱:۵۰۰
- ۱:۱۰۰۰
- ۱:۲۰۰۰
- ۱:۵۰۰۰
- ۱:۱۰۰۰۰

- ۱:۲۵۰۰۰
- ۱:۵۰۰۰۰
- ۱:۲۵۰۰۰۰

## روش تبدیل مقیاس نقشه به اندازه واقعی
1. برای بدست آوردن اندازه واقعی باید اندازه ترسیم شده روی نقشه را در مخرج مقیاس ضرب نمود (به شرط آنکه صورت مقیاس یک باشد).
2. با استفاده از اشل معماری می‌توان مقیاس‌های مشهور را از روی خط‌کش خواند

اشل همان خط‌کش دارای ۳وجه و ۱۲ مقیاس را گویند.

## نکات مهم
- در نرم‌افزارهای کامپیوتری مانند اتوکد، آرشیکد و… در بخش پرینت (پلات) می‌توان مقیاس را تعریف کرد.
- زوایا هیچگاه به مقیاس کوچک یا بزرگ رسم نمی‌شوند.
- مقایس نقشه هادر جدول مشخصات، ویا زیر همان نقشه نوشته می‌شود.
- برای تعیین مقیاس یک نقشه باید طول‌های مختلف نقشه را اندازه گرفت، و بر اندازه نوشته شده تقسیم کرد.
- مقیاس واحد ندارد.

## رابطه مقایس و گروه‌های خطی در ترسیم نقشه
برای ترسیم نقشه برای مشخص کردن ضخامت خطوط ترسیمی باید برای هر نقشه با مقیاس مشخص از گروه خطی مشخصی استفاده نمود که به شرح زیر است.
| مقیاس | شماره راپید (گروه خطی) |
| ۲۰:۱  | ۱٫۲ میلی‌متر            |
| ۲۵:۱  | ۰٫۸ میلی‌متر            |
| ۵۰:۱  | ۰٫۶ میلی‌متر            |
| ۱۰۰:۱ | ۰٫۳ میلی‌متر            |